# Chris Meijer (militair)

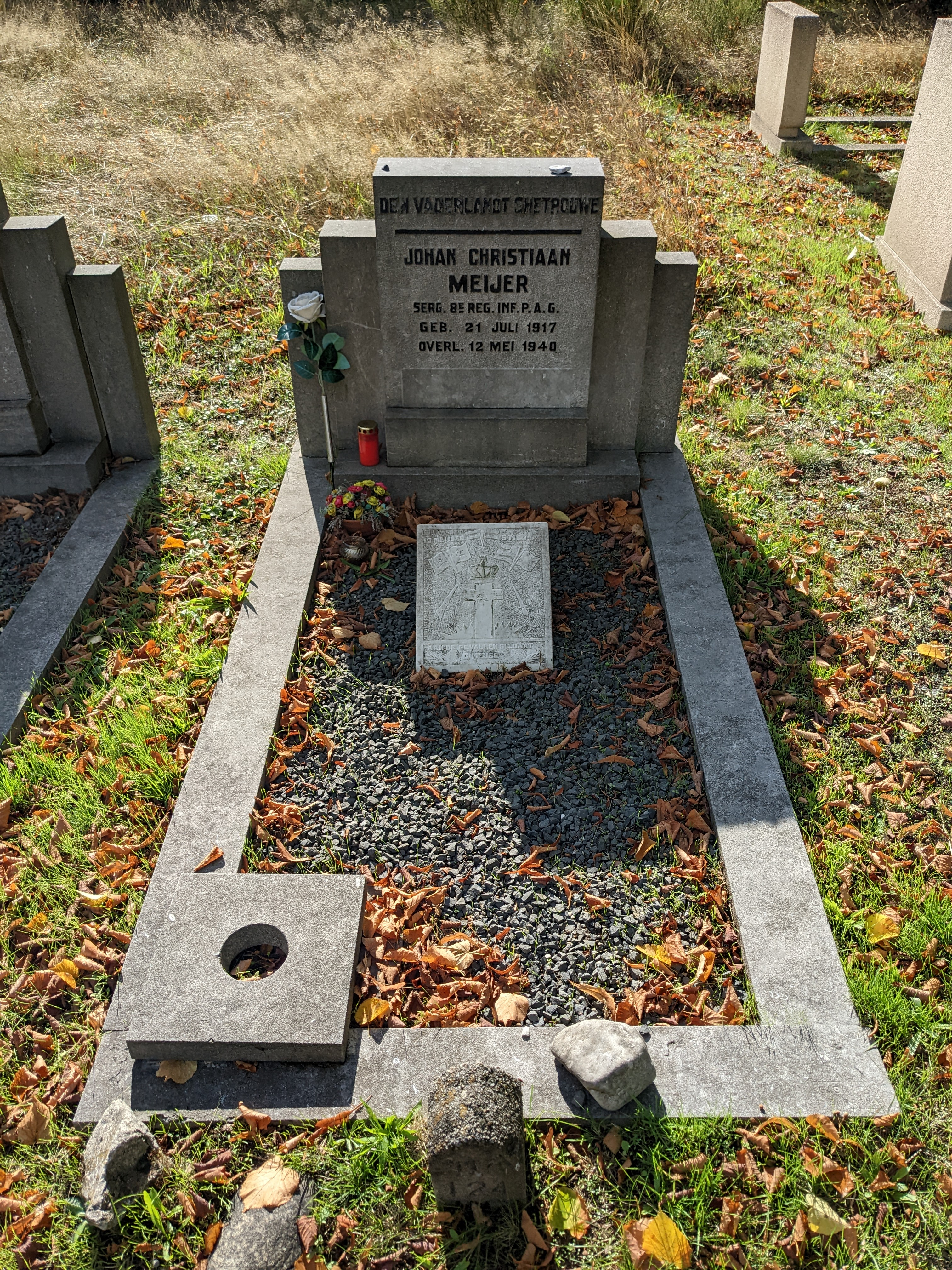
Grafsteen van Chris Meijer op de Algemene Begraafplaats te Dieren

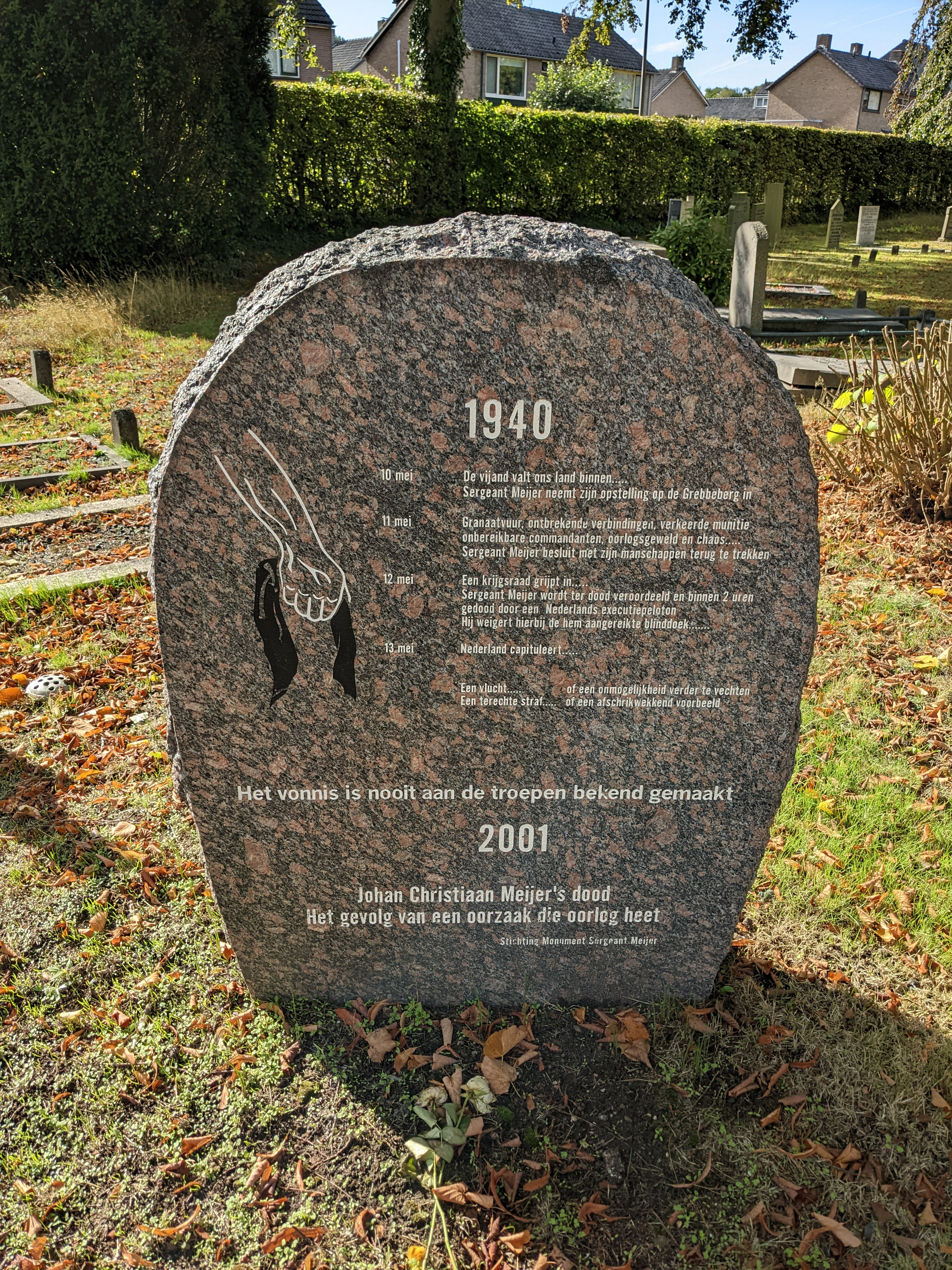
In 2001 geplaatst monument voor Chris Meijer op de Algemene Begraafplaats te Dieren

Johan Christiaan (Chris) Meijer (Dieren, 21 juli 1917 – Doorn, 12 mei 1940) was een Nederlandse militair die na de Duitse aanval op Nederland in 1940 werd geëxecuteerd vanwege het “als militair in tijd van oorlog opzettelijk den onder zijne bevelen staanden post buiten noodzaak eigendunkelijk ontruimen of verlaten.” (Art. 84 W.v.M.S.)

## Reconstructie van de gebeurtenissen op 11 mei 1940
De volgende reconstructie is gebaseerd op de processen-verbaal die zijn opgemaakt in de zaak tegen Chris Meijer op verdenking van desertie en in de beschrijving die later onder meer is gepubliceerd door historicus Lou de Jong in zijn Het Koninkrijk der Nederlanden in de Tweede Wereldoorlog. In mei 1940 was sergeant Meijer commandant van twee stukken pantserafweergeschut van de 19de compagnie pantserafweergeschut (PAG). Na de Duitse inval op 10 mei 1940 had Meijer met zijn sectie stelling genomen in de zogeheten stoplijn: de achterste verdedigingsstrook van het front. In dit geval betrof dit de Grebbelinie, waar in de meidagen van 1940 de opmars van het Duitse leger meerdere dagen werd tegengehouden door Nederlandse troepen op en rond de Grebbeberg bij Rhenen. In de ochtend van 11 mei, bij het uitbreken van de Slag om de Grebbeberg, bevond Meijer zich bij het zuidelijkste stuk toen dat onder een storend Duits artillerievuur kwam te liggen. Hoewel dit storende vuur nauwelijks schade aanrichtte, werden Meijer en zijn manschappen erg onrustig.
Omdat de Duitsers op dat moment zelfs nog niet door de voorposten van de Grebbelinie gebroken waren, lieten zich op de positie van Meijer nog geen pantserwagens zien. Meijer beschikte met zijn sectie slechts over pantserbrekende munitie en niet over brisantgranaten. Dit munitierantsoen maakte zijn wapen voor infanteriebestrijding ongeschikt. Hierdoor kon Meijer niets uitrichten met zijn pantserafweergeschut, waardoor bij hem het idee ontstond dat zijn inzet ter plaatse niet zinvol was. Nadat ook de verbinding met zijn tactische commandant was uitgevallen, besloot hij daarop om omstreeks 11.00 uur zich met het stuk waar hij zich op dat moment bij bevond terug te trekken. Hij liet de auto-trekker aankoppelen, zijn stuk aanhaken en vervolgens eerst een stuk richting front rijden om vervolgens, zelf op de motor gezeten, voorlangs de stelling over de Cuneraweg naar het westen te rijden. Het andere stuk van zijn sectie liet hij, inclusief bemanning en zonder hen in te lichten (hoewel hij vlak langs hen reed), achter in hun stelling. In plaats van zich te melden bij de dichtstbijzijnde hogere eenheid besloot hij verder westwaarts te trekken met het idee ergens in de Vesting Holland de strijd voort te kunnen zetten. Vijftig kilometer verderop, bij Loenen aan de Vecht, werd hij aangehouden door de plaatselijke veldwachter, die Meijer en zijn sectie overdroeg aan de militairen in de kazerne in Nieuwersluis.

## Krijgsraad
Al op 12 mei werd hij voor een krijgsraad te velde gebracht om te worden berecht. Deze krijgsraad was in alle haast gevormd om wat men tegenwoordig zou noemen 'snelrecht' te spreken over muitende en anderszins (vermeend) laakbaar handelende militairen binnen het IIe Legerkorps.
Al in de vroege ochtend van 11 mei waren in de regio voor de Grebbelinie aan Duitse zijde twee Waffen SS-stoottroepbataljons en twee afdelingen artillerie ingezet, die echter volledig waren gemist door de inlichtingendiensten (volgens hen zouden er zich op 11 mei slechts lichte Duitse formaties (met name verkenners) tegenover de Grebbelinie bevinden). Hierdoor werd de hogere legerleiding later op de dag volkomen verrast door de onverwachte, snelle val van de voorpostenstrook bij de Grebbeberg. Aan Nederlandse zijde veronderstelde de legerleiding (waaronder de commandant van het IIe legerkorps, generaal-majoor Harberts), nu dat de ca. 500 man in de voorpostenstrook uit lafheid voor verkenners op de loop waren gegaan. Generaal Harberts wilde een “afschrikwekkend voorbeeld” stellen om de Nederlandse militairen tot standvastigheid aan te zetten. Hij had de al eerder door hem samengestelde krijgsraad bij installatie medegedeeld niets anders dan een doodvonnis te verwachten, en nu liet hij een aantal stafleden een voorselectie maken van zware gevallen van desertie zodat de krijgsraad vrijwel zeker tot een veroordeling zou komen. Het dossier van de sergeant-capitulant Chris Meijer leek zo'n harde zaak. 
De krijgsraad te velde (met als voorzitter majoor G. Geel en als leden kapitein-adjudant Johan Greter en reserve-eerste luitenant H. Witte) kwam na drie kwartier tot een oordeel: Meijer werd ter dood veroordeeld. Meijer schreef nog een tweetal brieven: aan zijn ouders en aan zijn verloofde. Hierin suggereerde hij dat hij bij de gevechten ernstig gewond was geraakt en spoedig zou sterven. Nog dezelfde dag, om drie uur 's middags, werd Chris Meijer op 22-jarige leeftijd op de schietbaan bij Doorn door een vuurpeloton geëxecuteerd en  begraven op de Oude Algemene Begraafplaats in Doorn. Nadat de ouders van Meijer en zijn verloofde op de hoogte waren gebracht van zijn overlijden, haalde vader Meijer het stoffelijk overschot op in Doorn. Dominee Faber, die zoon Meijer in zijn laatste ogenblikken begeleid had, stelde zijn vader op de hoogte van de werkelijke toedracht van zijn dood. Vader Meijer stelde alleen de verloofde van Chris hiervan op de hoogte; zijn moeder zou het ware verhaal over de dood van haar zoon pas horen in 1970 nadat de actualiteitenrubriek Avro's Televizier Magazine aandacht aan de zaak besteedde.
Chris Meijer werd herbegraven op de Oude Algemene Begraafplaats aan de Harderwijkerweg in Dieren.